# Comuna Novoselivka, Zinkiv
Novoselivka (în ucraineană Новоселівка) este o comună în raionul Zinkiv, regiunea Poltava, Ucraina, formată din satele Dubeanșciîna, Hrîșkî și Novoselivka (reședința).

## Demografie
Componența lingvistică a comunei Novoselivka
     Ucraineană (96,59%)
     Rusă (2,6%)
     Alte limbi (0,81%)
Conform recensământului din 2001, majoritatea populației comunei Novoselivka era vorbitoare de ucraineană (96,59%), existând în minoritate și vorbitori de rusă (2,6%).